# Війна Мінамото і Тайра
Війна Мінамото і Тайра або Війна Ґемпей (яп. 源平合戦, げんぺいかっせん, ґемпей кассен; 1180 — 1185) — збройний конфлікт в Японії наприкінці періоду Хей'ан, що мав характер громадянської війни, між союзними силами під проводом самурайського роду Тайра з одного боку і коаліцією знаті під проводом самурайського роду Мінамото з іншого. 
Війна почалася з заклику принца Мотіхіто до голів різних гілок роду Мінамото повалити рід Тайра, який встановив у країні диктатуру. Конфлікт тривав 6 років і закінчився знищенням роду Тайра та утворенням Камакурського сьоґунату — першого самурайського уряду в історії Японії.
В японській історіографії війна відома як Смута Дзідзьо-Дзюей (яп. 治承・寿永の乱, じしょう・じゅえいのらん), за назвою девізів Імператорського правління «Дзідзьо» і «Дзюей», які використовувалися протягом 1180 — 1185 років.

## Битви
- 1180
  - 23 червня — Битва при Удзі: Тайра но Томоморі, Тайра но Сіґехіра Х Мінамото но Йорімаса → перемога Тайра.
  - 14 серпня — Битва при Ісібасіяма: Оба Каґетіка Х Мінамото но Йорітомо → перемога Тайра.
  - 9 вересня — Битва при Фудзікава: Тайра но Кореморі Х Мінамото но Йорітомо, Такеда Нобуйосі → відступ Тайра до початку битви.
- 1181
  - 15 січня — Спалення Нари: Тайра но Сіґехіра Х Тодайдзі, Кофукудзі → перемога Тайра.
  - 25 квітня — Битва при Суноматаґава: Тайра но Томоморі Х Мінамото но Юкіїе → перемога Тайра.
- 1183
  - 2 червня — Битва на перевалі Курікара: Тайра но Кореморі Х Мінамото но Йосінака, Мінамото но Юкіїе → перемога Мінамото.
  - 22 червня — Битва при Сінохара: Тайра но Мунеморі Х Мінамото но Йосінака → перемога Мінамото.
  - 17 листопада — Битва при Мідзусіма: Тайра но Томоморі, Тайра но Норіцуне Х Яда Йосіясу → перемога Тайра.
  - 19 листопада — Облога Ходзюдзі: Тайра но Томоясу Х Мінамото но Йосінака → перемога Мінамото.
- 1184
  - 19 лютого — Битва при Удзі: Мінамото но Йосіцуне Х Мінамото но Йосінака → перемога Йосіцуне.
  - 21 лютого — Битва при Авадзу: Мінамото но Йосіцуне Х Мінамото но Йосінака → перемога Йосіцуне.
  - 18 березня — Битва при Ітінотані: Тайра но Таданорі, Тайра но Сіґехіра Х Мінамото но Норійорі, Мінамото но Йосіцуне → перемога Мінамото.
- 1185
  - 11 січня — Битва при Кодзіма: Тайра но Юкіморі Х Мінамото но Норійорі, Сасакі Мотоцуна → перемога Мінамото.
  - 22 березня — Битва при Ясіма: Тайра но Мунеморі Х Мінамото но Йосіцуне → перемога Мінамото.
  - 25 квітня — Битва при Данноура: Тайра но Мунеморі Х Мінамото но Норійорі, Мінамото но Йосіцуне → перемога Мінамото.